# Klon Warda
Klon Warda (Acer wardii W.W.Smith) – gatunek drzewa z rodziny mydleńcowatych (Sapindaceae). W obrębie rodzaju sklasyfikowany do sekcji Acer i serii Wardiana. Rośnie naturalnie w górnej Mjanmie, w stanie Asam (Indie), a także w prowincji Junnan oraz Tybecie w Chinach. Bazując tylko na właściwościach morfologicznych, wydają się być pomiędzy klonem palmowym a klonem pensylwańskim. Ten rzadko spotykany gatunek nazwany został przez W. W. Smith w 1917 na cześć Franka Kingdona Warda, angielskiego łowcy roślin, który pierwszy odkrył ten gatunek w górnej Mjanmie (dawniej Birma).

## Morfologia
PokrójJest to małe drzewo lub krzew. Dorasta do 5 m wysokości. Jest drzewem jednopiennym. Kora jest szara lub czarnawo-szara. Gałęzie mają czerwonawą barwę, są wiotkie i gładkie. Zimą pień jest brązowy.
LiścieDrzewo jest gęsto ulistnione. Ogonek liścia ma 3–5 cm i jest smukła oraz gładka. Liść jest błyszczący i ma jajowaty kształt. Mierzy 7–9 cm długości i 6–8 cm szerokości. W dotyku jest papierowy. Podstawa liścia jest podsercowata, a brzegi są drobnoząbkowane z krótko i ostro pikowanymi ząbkami. Liście są 3-klapowane. Środkowa klapka mają kształt trójkąta prostokątnego, a jego szczyt jest wydłużony, ogoniasto-spiczasty. Boczne klapki są jajowate, a ich szczyt jest także wydłużony, ogoniasto-spiczasty.
KwiatyKwiatostany końcowe znajdują się na ulistnionych gałęziach i pojawiają się po rozwiniętych liściach. Mają kształt wiechowato-groniasty. Posiadają 10-15 kwiatów. Kwiatostany są wiotkie z rzucającą się w oczy podsadką. Szypułka ma długość 1-1,5 cm. Jest wiotka i gładka. Kwiaty posiadają 5 działek kielicha, które są odgięte i lancetowato-podłużne. Krążek miodnikowy jest płaski i gładki. 8 gładkich pręcików jest umieszczonych w środku tarczy. Są one dużo krótsze od słupków. Zalążnia ma purpurową barwę.
OwoceDojrzałe owoce są purpurowo-żółte. Orzeszki są płaskie i podłużne. Mierzą one około 8 mm długości i 4 mm szerokości. Skrzydełka łącznie z orzeszkiem mają 2,2-2,5 cm długości i około 1 cm szerokości. Skrzydełka odchylone są pod kątem rozwartym.

## Biologia
Występuje naturalnie w wysokogórskich lasach na wysokości 2400–3600 m n.p.m.